# قائمة ميادين القاهرة
أشهر ميادين القاهرة:
- ميدان التحرير
- ميدان عابدين
- ميدان رمسيس
- ميدان الفلكي
- ميدان باب اللوق
- ميدان طلعت حرب
- ميدان مصطفي كامل
- ميدان الأوبرا
- ميدان العتبة الخضراء
- ميدان روكسى
- ميدان الرمايه
- ميدان لبنان
- ميدان الجيزة
- ميدان العباسية
- ميدان لاظوغلى
- ميدان التوفيقية
- ميدان حدائق القبة